# Christian Ingebrigtsen
Christian Ingebrigtsen (Oslo, 25 gennaio 1977) è un cantante norvegese.

## Biografia
Figlio del musicista Stein Ingebrigtsen, popolare in Norvegia negli anni '70, Christian Ingebrigtsen ha iniziato a prendere lezioni di violino, chitarra e pianoforte a partire dall'età di 6 anni. Ha studiato cantautorato e produzione musicale al Liverpool Institute for Performing Arts.
Nel 1998 ha preso parte alle audizioni per una nuova boy band, ed è stato scelto fra oltre 2 500 partecipanti come uno dei quattro componenti degli A1. Con il gruppo ha pubblicato tre album di successo fra il 1999 e il 2002. In seguito a una pausa, nel 2009 sono tornati in attività, e da allora hanno pubblicato altri due dischi.
Christian Ingebrigtsen ha avviato la sua carriera da solista nel 2003 collaborando con Maria Arredondo al singolo In Love with an Angel, che ha raggiunto la vetta della classifica norvegese. Pochi mesi dopo ha ottenuto un secondo numero uno con Things Are Gonna Change, il singolo apripista per il suo album di debutto Take Back Yesterday, che ha invece raggiunto il 2º posto della classifica nazionale. Nel 2006 ha pubblicato l'album natalizio Paint Christmas White, registrato con l'Orchestra sinfonica nazionale ceca.
Il cantante ha partecipato come autore a Melodi Grand Prix, rassegna musicale utilizzata come selezione del rappresentante norvegese all'annuale Eurovision Song Contest, in diverse occasioni. Ha conquistato la sua prima vittoria nel 2020 grazie ad Attention di Ulrikke Brandstorp. Nell'edizione del 2010 ha partecipato anche come cantante con Don't Wanna Lose You Again insieme agli A1, piazzandosi al 2º posto. Ha inoltre partecipato a una selezione eurovisiva finlandese, Uuden Musiikin Kilpailu 2017, dove la canzone Perfect Villain scritta da lui e interpretata da Zühlke è arrivata 2ª.

## Discografia

### Album in studio
- 2003 – Take Back Yesterday
- 2006 – Paint Christmas White
- 2007 – The Truth About Lies
- 2017 – Got to Be
- 2021 – Vinger

### Singoli
- 1996 – Here, There and Everywhere (con Det Betales e Gaute Ormåsen)
- 2003 – Things Are Gonna Change
- 2003 – Take Back Yesterday
- 2004 – Can't Give Up
- 2005 – Vi skal vinne! (con i KIL Busters)
- 2007 – Adorable
- 2007 – Learn to Fly
- 2008 – Better Love Next Time (con Liv Marit Wedvik)
- 2014 – Closer (con Trine Rein)
- 2014 – Christmas Letter (con Inger Lise Rypdal e Kine L. Fossheim)
- 2015 – Den første julenatt (con Trine Rein e Gaute Ormåsen)
- 2016 – Minnes en sommer
- 2016 – Still
- 2017 – Someone to Live For
- 2018 – Mu bákti - Min klippe (feat. Alexander Rybak)
- 2019 – Det blir fred (con Gaute Ormåsen e Maria Arredondo)
- 2021 – Fargespill
- 2021 – Når ingen ser
- 2022 – Wonder of the World

#### Come artista ospite
- 2003 – In Love with an Angel (Maria Arredondo feat. Christian Ingebrigtsen)
- 2018 – Within You (Stavanger Gospel Choir feat. Christian Ingebrigtsen)